# Kwattahede
Kwattahede es una villa en el ressort de Boven Saramacca en el distrito de Sipaliwini en Surinam.
Entre los poblados y villas en su vecindad se encuentran Moetoetoetabriki (2.5 km), Heidoti (antiguo; 5.8 km), Jacobkondre (14.8 km), La Valere (21.0 km) y Tabrikiekondre (5.4 km).